# Autour d'une évasion
Pour plus de détails, voir Fiche technique et Distribution.
Autour d'une évasion est un film documentaire français réalisé par Jacques Brunius en collaboration avec Cesare Silvagni, sorti en 1934.
Le film est dédié à la mémoire d'Albert Londres.

## Synopsis

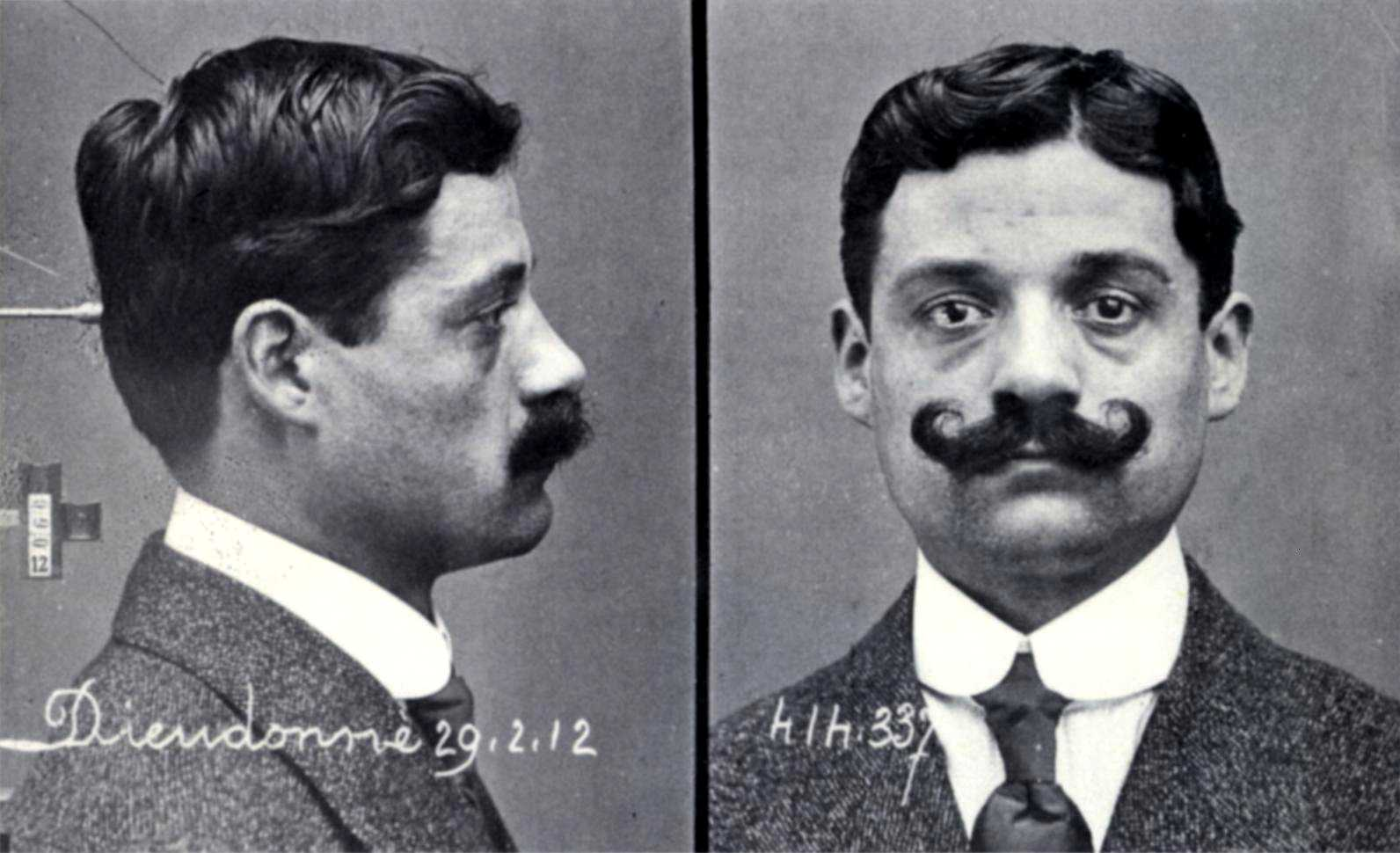
Photos anthropométriques d'Eugène Dieudonné en 1912.

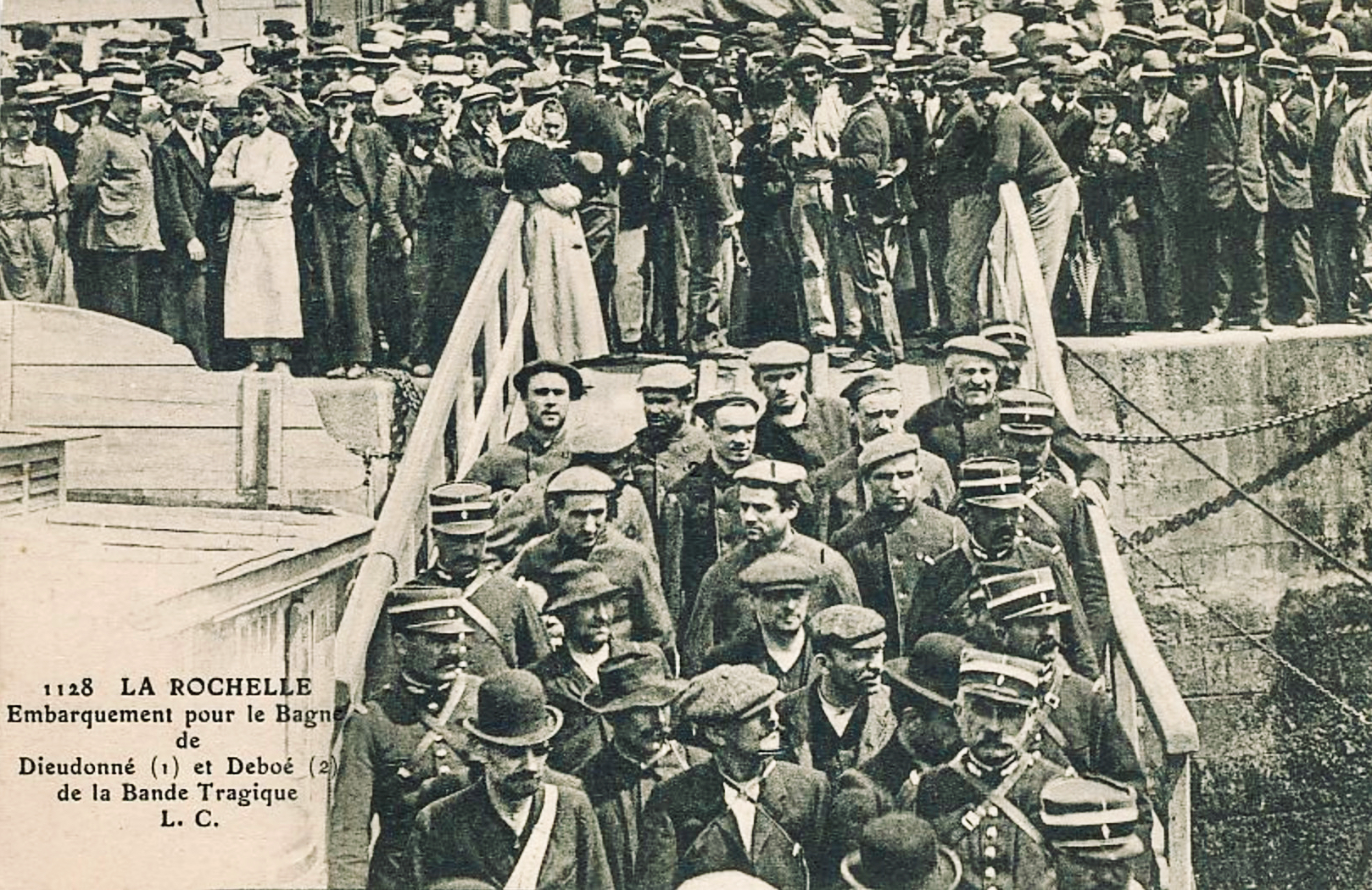
Embarquement pour le bagne de Dieudonné en 1913.

Le film raconte l'histoire d'Eugène Dieudonné, accusé d'être membre de la bande à Bonnot, condamné au bagne puis gracié après l'intervention d'Albert Londres. Il témoigne de la vie des forçats à Cayenne. Dieudonné s'évade en 1927 et se retrouve au centre d'une bataille médiatique.

## Fiche technique
- Titre : Autour d'une évasion
- Réalisation : Jacques Brunius, Cesare Silvagni
- Scénario : d'après les livres Au bagne et L'Homme qui s'évada d'Albert Londres (non crédité)
- Production : Distribution Générale Cinématographique
- Producteur : Jean-Placide Mauclaire
- Musique : Maurice Jeanjean, Serge Glyzkon[3]
- Montage : Jacques Brunius
- Type : Noir et blanc
- Durée : 65 minutes
- Date de sortie : 1934[4]

## Distribution
- Eugène Dieudonné : narration

## Production
Cesare Silvagni, entre-autres décorateur de cinéma italien, avait ramené à Paris en 1933 des séquences de films tournées en Guyane et abimées par la chaleur et l'humidité. Il les confie à Jacques Brunius, qui en fait un docu-fiction sur l'histoire d'un médecin évadé du bagne, raconté en fait par un véritable bagnard, Eugène Dieudonné.